# A.S.D. Cavenago Fanfulla
Associazione Calcio Fanfulla 1874 là một câu lạc bộ bóng đá Ý có trụ sở tại Lodi, Lombardy. Tên câu lạc bộ xuất phát từ Bartolomeo Fanfulla từ Lodi, một trong 13 hiệp sĩ người Ý đã đánh bại người Pháp trong thử thách Barletta năm 1503. Vì lý do này, đội ngũ của Lodi còn được những người ủng hộ gọi là Guerriero (chiến binh trong tiếng Ý).
Năm 1974, câu lạc bộ đã được trao giải Sao vàng vì thành tích thể thao.
Fanfulla, một trong những câu lạc bộ bóng đá và các môn thể thao lâu đời nhất tại Ý, được thành lập vào ngày 18 tháng 10 năm 1874 như một câu lạc bộ multisports dưới mệnh giá Società Lodigiana di Ginnastica e Scherma (Lodi câu lạc bộ thể dục dụng cụ và đấu kiếm), và bộ phận bóng đá của mình được thành lập vào năm 1908. Fanfulla đã chơi 13 mùa tại Serie B trong những năm 1940 và 1950. Màu sắc của đội là đen và trắng.

## Danh dự
- Coppa Italia Serie C: 1
  - Vô địch: 1984